# Уве Паульсен
Уве Паульсен або Уве Вільгельм Паульсен (дан. Ove Vilhelm Paulsen; 22 березня 1874 — 29 квітня 1947) — данський ботанік.

## Біографія
Уве Паульсен народився 22 березня 1874 року у місті Орхус. Навчався у Копенгагенському університеті, відвідував лекції Еугеніуса Вармінга. У 1895—1896 роках подорожував по данських колоніях у Вест-Індії. У 1897 році здобув ступінь магістра наук під керівництвом професора Вармінга. Після цього на рік вирушив у ботанічну експедицію на Памір разом з мандрівником Оле Олуфсеном.
З 1900 до 1918 Уве Паульсен працював куратором у Ботанічному музеї Університету. У 1911 році Паульсен став доктором філософії. У 1913 році відвідав Північну Америку як один із членів Другої Міжнародної фітогеографічної екскурсії. Також брав участь у Третій Екскурсії 1923 року у Швейцарії.
У 1920 році його запрошено на посаду професора Данського фармацевтичного коледжу, де працював аж до 1944 року.
29 квітня 1947 року Уве Вільгельм Паульсен помер.
Гербарій Уве Паульсена передали Данському музею природної історії у Копенгагені (C).

## Окремі наукові роботи
- Børgesen, F.C.E.; Paulsen, O.V. Om Vegetationen paa de dansk-vestindiske Øer. — Kjøbenhavn, 1898. — 113 p.
- Paulsen, O.V. Traek af Vegetationen i Transkaspiens Lavland. — Kjøbenhavn, 1911. — 238 p.
- Paulsen, O.V. Studies in the vegetation of Pamir. — Copenhagen, 1920. — 132 p.

## Роди рослин, названі на честь У.В.Паульсена
- Paulsenella Chatton, 1920
- Paulseniella Briq., 1907 [= Elsholtzia Willd., 1790]